# Казулинское сельское поселение
Казулинское сельское поселение — муниципальное образование в составе Сафоновского района Смоленской области России.
Административный центр — деревня Казулино.

## История
Образовано Законом Смоленской области от 28 декабря 2004 года.
Главой поселения и Главой администрации является Цатнев Сергей Павлович.

## Население
| 2007  | 2011  | 2012  | 2013  | 2014  | 2015  | 2016  |
| ----- | ----- | ----- | ----- | ----- | ----- | ----- |
| 1430  | ↘1356 | ↘1315 | ↘1282 | ↘1252 | →1252 | ↘1238 |
| 2017  | 2018  | 2019  |       |       |       |       |
| ↗1252 | ↘1246 | ↘1240 |       |       |       |       |

## Географические данные
- Общая площадь: 169 км²
- Расположение: северо-восточная часть Сафоновского района
- Граничит:
  - на севере — с Холм-Жирковским районом
  - на востоке — с Богдановщинским сельским поселением
  - на юге — с Николо-Погореловским сельским поселением
  - на юго-западе — с Беленинским сельским поселением
  - на западе и северо-западе — с Васильевским сельским поселением
- По территории поселения проходит автомобильная дорога М1 «Беларусь» — Холм-Жирковский
- Крупные реки: Днепр, Вержа, Соля.

## Населённые пункты
В состав поселения входят следующие населённые пункты:
| №  | Населённый пункт | Тип     | Население |
| -- | ---------------- | ------- | --------- |
| 1  | Белый Берег      | деревня | 0         |
| 2  | Булычёво         | деревня | 5         |
| 3  | Васильевщина     | деревня | 4         |
| 4  | Вержа            | деревня | 20        |
| 5  | Емельяново       | деревня | 7         |
| 6  | Казулино         | деревня | 643       |
| 7  | Клемятино        | деревня | 17        |
| 8  | Клинково         | деревня | 2         |
| 9  | Митюшино         | деревня | 0         |
| 10 | Победа           | деревня | 2         |
| 11 | Рудница          | деревня | 12        |
| 12 | Старково         | деревня | 8         |
| 13 | Терюшнево        | деревня | 2         |
| 14 | Турково          | деревня | 0         |
| 15 | Федино           | деревня | 18        |
| 16 | Харино           | деревня | 16        |